# Allan Pettersson
Allan Pettersson   (Västra Ryd, 19 de setembre de 1911 - Estocolm, 20 de juny de 1980) va ser un compositor i violista suec, considerat un dels compositors suecs més importants del segle xx.
Allan Pettersson va ser un compositor únic en la vida musical de Suècia al segle xx, demostrant que l'èxit artístic no depèn de seguir les tendències actuals. Va compondre disset simfonies quan molts consideraven el gènere extingit.
La seva música difícilment es pot confondre amb altres obres del segle xx. Durant els anys 60, va guanyar una gran popularitat a Suècia i Alemanya, tot i que la seva fama no va ser tan àmplia fora del seu país. D'aquestes, la seva obra més coneguda és la Simfonia núm. 7. Els directors Antal Doráti i Sergiu Comissiona van estrenar i gravar diverses de les seves simfonies. El cicle de cançons de Pettersson Cançons descalces va influir en moltes de les seves composicions. Doráti va arranjar vuit d'aquestes cançons. Birgit Cullberg va produir tres ballets basats en la música de Pettersson.
Pettersson va estudiar al conservatori de la Reial Acadèmia Sueca de Música. Durant més d'una dècada, va ser violista a l'Orquestra Filharmònica Reial d'Estocolm; després de jubilar-se es dedicà exclusivament a la composició. Al final de la seva vida va patir artritis reumatoide. Pettersson va rebre la medalla reial sueca Litteris et Artibus.
Ha sigut descrit com un dels últims grans simfonistes, sovint comparat amb Gustav Mahler.:3

## Biografia

### Primers anys de vida
Nascut el 19 de setembre de 1911, Gustaf Allan Pettersson era el més jove de quatre fills. El seu pare, Karl Viktor Pettersson (1875–1952), era un ferrer violent i alcohòlic, i la seva mare, Ida Paulina (de soltera Svenson) (1876–1960), era modista. Pettersson va néixer a la mansió Granhammar a la parròquia de Västra Ryd a la província d'⁣Uppland de Suècia. Va créixer en la pobresa al districte de Södermalm d'Estocolm, on va viure durant tota la seva vida. Una vegada va dir:
| « | No vaig néixer sota un piano, no vaig passar la infantesa amb el meu pare, el compositor... no, vaig aprendre a treballar el ferro calent amb el martell de ferro. El meu pare era un ferrer que va saber dir que no a Déu, però no a l'alcohol. La meva mare era una dona pietosa que cantava i jugava amb els seus quatre fills. | » |

Amb els seus pares i germans, Pettersson vivia en un soterrani humit d'una habitació amb reixes a la finestra. Quan tenia 10 anys, Pettersson va comprar un violí barat amb els diners que guanyava venent postals de Nadal i va ensenyar-se ell mateix a tocar-lo. Fins i tot les pallisses que va rebre del seu pare i l'amenaça de la reforma escolar no van poder disminuir el seu interès per la música. Mitjançant una estricta autodisciplina i amb l'ajuda de la música, Pettersson es va alliberar de la seva misèria social i de les difícils circumstàncies familiars. A 14 anys, va acabar l'escola primària i va començar a practicar a temps complet el violí. Més tard va fer dos intents infructuosos d'entrar al conservatori de la Reial Acadèmia Sueca de Música.
Finalment, l'any 1930, va entrar al conservatori i va començar a estudiar violí i més tard viola, així com contrapunt i harmonia Al començament de la Segona Guerra Mundial, va ser a París, estudiant la viola amb el violista francès Maurice Vieux. Pettersson va guanyar el premi de la beca Jenny Lind el 1938, utilitzant-lo per estudiar a l'estranger.

### Vida posterior
Durant la dècada de 1940 va treballar com a violista a la Societat de Concerts d'Estocolm (més tard l'Orquestra Filharmònica Reial d'Estocolm). També va estudiar composició amb el compositor i director Karl-Birger Blomdahl, orquestració amb el director Tor Mann i contrapunt amb l'organista i compositor Otto Olsson. El 1943, es va casar amb la fisioterapeuta Gudrun Tyra Charlotta Gustafsson (1921–2017).
El setembre de 1951, va anar a París per a estudiar composició i va ser alumne dels compositors René Leibowitz, Arthur Honegger, Olivier Messiaen i Darius Milhaud. Pettersson va tornar a Suècia a finals de 1952. A principis de la dècada de 1950, li van diagnosticar artritis reumatoide. Va deixar de tocar la viola i va començar a dedicar la seva vida a la composició. El 1954, Pettersson va rebre una beca anual de composició estatal per primera vegada.
En el moment de la seva Simfonia núm. 5, acabada l'any 1962, la seva mobilitat i salut es van veure considerablement compromeses. El 1964, el govern li va concedir una renda garantida per a tota la vida. El seu major èxit va arribar uns anys més tard amb la seva Simfonia núm. 7 (1966), que es va estrenar el 13 d'octubre de 1968 a la Sala de Concerts d'Estocolm amb Antal Doráti dirigint l'Orquestra Filharmònica d'Estocolm. El 1969 es va publicar un enregistrament de la seva Setena Simfonia, amb el mateix director i orquestra. Va ser un avenç, establint la seva reputació internacional, i va rebre dos Grammis suecs el 1970.:7 Els directors Antal Doráti i Sergiu Comissiona van estrenar i fer els primers enregistraments de diverses simfonies de Pettersson i van contribuir al seu ascens a la fama durant la dècada de 1970.
Pettersson va ser hospitalitzat durant nou mesos el 1970, poc després de la composició de la seva Simfonia núm. 9, la seva simfonia més llarga. Va començar a escriure la condensada Simfonia núm. 10 (1972) des del seu llit de malalt. Pettersson va ser ingressat a l'Hospital Karolinska, a causa d'una malaltia renal que amenaçava la seva vida. Es va recuperar, però l'artritis reumatoide el va limitar la major part del temps al seu apartament del quart pis d'un edifici sense ascensor. El 1975, després d'una disputa sobre un canvi en el programa de concerts per a una gira nord-americana, a la Filharmònica d'Estocolm se li va prohibir interpretar obres de Pettersson "per sempre". La prohibició es va aixecar el 1976. Pettersson va rebre el Litteris et Artibus, una medalla reial sueca establerta el 1853, el 1977. A la tardor de 1978,  es va traslladar a un habitatge de l'estat. Va començar a escriure la seva dissetena simfonia, però va morir, a 68 anys, a la parròquia de Maria Magdalena d'Estocolm abans d'acabar-la. Està enterrat al columbari de l'església Högalid.

## Música
La música de Pettersson es pot comparar amb la producció simfònica de Mahler, especialment pel seu magnífic disseny i la passió i el dinamisme. L'excèntric simfònic Pettersson no és un avantguardista. El seu desenvolupament cinètic i orgànic de la matèria musical utilitza els mitjans tradicionals d'expressió. Els motius bàsics estan en constant canvi i desenvolupament. L'escriptura de Pettersson és molt intensa i sovint té moltes línies polifòniques simultànies. Les seves simfonies acaben amb acords majors o menors comuns:5—però la tonalitat, que depèn d'algun sentit, per atenuat que sigui, de la progressió tonal, es troba majoritàriament en seccions més lentes. Això es pot mostrar a les obertures i finals de la 6a i 7a simfonies, i al final de la 9a. De to aclaparadorament seriós, sovint dissonant, la seva música arriba a clímaxs ferotges, alleujada, sobretot en les seves obres posteriors, per oasis lírics ("lyrische Inseln").
La música de Pettersson té un so molt distintiu i difícilment es pot confondre amb la de cap altre compositor del segle xx. Les seves simfonies, que oscil·len entre 22 i 70 minuts de durada, solen ser obres d'un sol moviment. :4 La música de Pettersson és exigent per als intèrprets i els oients.
Pettersson va citar cançons de les seves pròpies 24 Cançons descalces en diverses de les seves composicions.
La musicòloga Ivanka Stoïanova va dissenyar una teoria de l'espai musical sobre la música de Pettersson.
La major part de la seva música ara s'ha gravat almenys una vegada i bona part d'ella ja està disponible en partitures publicades.

### Obres
Pettersson va començar a compondre cançons i petites obres de cambra a la dècada de 1930.
La seva producció dels anys quaranta inclou el cicle de cançons vint-i-quatre Cançons descalces (1943–1945) basat en els seus poemes i un concert dissonant per a violí i quartet de corda (1949), que està influenciat per Béla Bartók i Paul Hindemith. Pettersson aviat va trobar el seu propi estil compositiu. El 1951, va crear les Set sonates experimentals per a dos violins. Al mateix temps, va compondre la primera de les seves disset simfonies, que va deixar inacabada. Aquest treball ha estat gravat en una versió interpretativa preparada pel trombonista i director d'orquestra Christian Lindberg l'any 2011.
Pettersson sobre la producció simfònica dels anys 50:
| « | Ningú als anys 50 no es va adonar, que sempre estic trencant les estructures, que estava creant una forma simfònica completament nova. | » |

Va trigar quatre anys a escriure la Simfonia núm. 6 (1963–1966). La seva Simfonia núm. 7 i Simfonia núm. 8 (1968–1969) s'han enregistrat més que altres obres seves i són probablement les més conegudes. A la dècada de 1970, va compondre dues obres relacionades sobre la protesta social i la compassió, la Simfonia núm. 12 per a cor mixtes i orquestra (1973–1974) sobre poemes del Premi Nobel de Literatura Pablo Neruda amb rellevància contemporània i la cantata Vox Humana (1974) sobre textos de poetes llatinoamericans. Durant la prolífica darrera dècada de la seva vida, també va escriure un concert per a violí i orquestra (1977–1978, rev. 1980) escrit per a la violinista Ida Haendel, la Simfonia núm. 16 (1979) que inclou una part solista de bravura per a saxo alt encarregada pel saxofonista nord-americà Frederick L. Hemke, i un concert incomplet i descobert pòstumament per a viola i orquestra (1979–1980).

#### Simfonies
- Simfonia núm. 1 (1951)
- Simfonia núm. 2 (1953)
- Simfonia núm. 3 (1955)
- Simfonia núm. 4 (1960)
- Simfonia núm. 5 (1966)
- Simfonia núm. 6 (1972)
- Simfonia núm. 7 (1974)
- Simfonia núm. 8 (1975)
- Simfonia núm. 9 (1981)
- Simfonia núm. 10 (1983)
- Simfonia núm. 11 (1984)
- Simfonia núm. 12 (1987)
- Simfonia núm. 13 (1991)
- Simfonia núm. 14 (1993)
- Simfonia núm. 15 (1996)
- Simfonia núm. 16 (1999)
- Simfonia núm. 17 (2000)

## Llegat
Entre 1968 i 1969, el director i compositor Antal Doráti va arranjar vuit de les Cançons descalces de Pettersson com a cançons orquestrals a gran escala.
La coreògrafa Birgit Cullberg va produir tres ballets basats en la música de Pettersson. Rapport (1976, Simfonia núm. 7), Vid Urskogens rand (1977, Concert núm. 1 per a orquestra de corda), Krigsdanser (Dansa de guerra) (1979, Simfonia núm. 9).
Els quatre esbossos orquestrals "... das Gesegnete, das Verfluchte " (1991) de Peter Ruzicka són un homenatge a la vida i l'obra de Pettersson, citant esbossos de la seva inacabada Simfonia núm. 17.
Roy Andersson va utilitzar el final de la Simfonia núm. 7 al seu curtmetratge Món de Glòria (Härlig är jorden).
Després de la mort de Pettersson, la Internationale Allan Pettersson Gesellschaft (Societat Internacional Allan Pettersson) va publicar sis anuaris, Classic Produktion Osnabrück CPO va començar a gravar les seves obres completes i una sèrie de concerts (el 1994–1995) els va programar gairebé tots.

## Premis
- 1970 Membre de la Reial Acadèmia Sueca de Música (Kungliga Musikaliska Akademien), núm. 741[10]
- 1977 Litteris et Artibus[10]
- 1979 Professors namn (Càtedra Honorífica Reial Acadèmia Sueca de Música)[10]

## Discografia
La discografia seleccionada inclou el format original del segell de gravació i llançament. Alguns dels llançaments en LP s'han reeditat en CD. Un paquet de 12 CD de les Simfonies completes d'Allan Pettersson ha estat produït per CPO (Classic Produktion Osnabrück) basat en enregistraments de 1984, 1988, 1991-1995, 2004. Un cicle de totes les simfonies de Pettersson produïdes per BIS Records està en curs.

### Simfonies
- Simfonia núm. 1 (1951) (incompleta)[75][76]
  - Norrköping Symphony Orchestra, Christian Lindberg (performing version by Christian Lindberg) (BIS CD) OCLC 749880192
- Simfonia núm. 2 (1952 – 1953)[77]
  - Swedish Radio Symphony Orchestra, Stig Westerberg (Swedish Society Discofil LP and CD) OCLC 869139542
  - BBC Scottish Symphony Orchestra, Alun Francis (CPO CD) OCLC 990776807 i 610619988
  - Norrköping Symphony Orchestra, Christian Lindberg (BIS CD) OCLC 749880192
- Simfonia núm. 3 (1954 – 1955)[77]
  - Rundfunk-Sinfonieorchester Saarbrücken, Alun Francis (CPO CD) OCLC 874528446
  - Norrköping Symphony Orchestra, Leif Segerstam (BIS CD) OCLC 987698874, 70480579 i 875607794
- Simfonia núm. 4 (1958 – 1959)[77]
  - Göteborgs Symfoniker, Sergiu Comissiona (BIS LP)
  - Rundfunk-Sinfonieorchester Saarbrücken, Alun Francis (CPO CD) OCLC 874528446
  - Norrköping Symphony Orchestra, Christian Lindberg (BIS CD) OCLC 908174896
- Simfonia núm. 5 (1960 – 1962)[77]
  - Berliner Sibelius Orchester, Andreas Peer Kähler (Bluebell LP and CD) OCLC 18877225
  - Malmö Symphony Orchestra, Moshe Atzmon (BIS CD) OCLC 873743666
  - Rundfunk-Sinfonieorchester Saarbrücken, Alun Francis (CPO CD) OCLC 990243222 i 1057997291
  - Norrköping Symphony Orchestra, Christian Lindberg (BIS CD) OCLC 1034638954
- Simfonia núm. 6 (1963 – 1966)[77]
  - Norrköping Symphony Orchestra, Okko Kamu (CBS LP) OCLC 725553097
  - Deutsches Symphonie-Orchester Berlin, Manfred Trojahn (CPO CD) OCLC 871953334
  - Norrköping Symphony Orchestra, Christian Lindberg (BIS CD) OCLC 945977705 i 870662801
- Simfonia núm. 7 (1966 – 1967)[77][78]
  - Stockholm Philharmonic Orchestra, Antal Doráti (Swedish Society Discofil LP and CD/London LP) (Grammis 1970) OCLC 872147110, 14964319 i 45586363
  - Swedish Radio Symphony Orchestra, Sergiu Comissiona (Caprice CD) OCLC 29620951 i 977971527
  - Philharmonisches Staatsorchester Hamburg, Gerd Albrecht (CPO CD) OCLC 60853163 i 822857094
  - Norrköping Symphony Orchestra, Leif Segerstam (BIS CD) OCLC 874923816
  - Norrköping Symphony Orchestra, Christian Lindberg (BIS CD) OCLC 1034638954
- Simfonia núm. 8 (1968 – 1969)[77]
  - Baltimore Symphony Orchestra, Sergiu Comissiona (Polar LP and Deutsche Grammophon LP)[79] OCLC 725716693
  - Radio-Symphonie-Orchester Berlin, Thomas Sanderling (CPO CD) OCLC 638464541 i 873571490
  - Philharmonisches Staatsorchester Hamburg, Gerd Albrecht (Orfeo CD) OCLC 249081425
  - Norrköping Symphony Orchestra, Leif Segerstam (BIS CD) OCLC 41557470 i 317634279
- Simfonia núm. 9 (1970)[77]
  - Göteborgs Symfoniker, Sergiu Comissiona (Philips LP)
  - Deutsches Symphonie-Orchester Berlin, Alun Francis (CPO CD) OCLC 1058033816 i 873438119
  - Norrköping Symphony Orchestra, Christian Lindberg (BIS CD) (Grammis 2015) OCLC 995556946
- Simfonia núm. 10 (1971 – 1972)[77]
  - Swedish Radio Symphony Orchestra, Antal Doráti (EMI LP) OCLC 913186819
  - NDR Radiophilharmonie Hannover, Alun Francis (CPO CD) OCLC 890524210 i 871969453
  - Norrköping Symphony Orchestra, Leif Segerstam (BIS CD) OCLC 41557470 i 317634279
- Simfonia núm. 11 (1971 – 1973)[77]
  - Norrköping Symphony Orchestra, Leif Segerstam (BIS CD) OCLC 874492404
  - NDR Radiophilharmonie Hannover, Alun Francis (CPO CD) OCLC 890524210
- Simfonia núm. 12 "De döda på torget" ("The Dead of the Square") (1973 – 1974)[77]
  - Stockholm Philharmonic Orchestra, Stockholm Philharmonic Chorus, Uppsala University Chamber Choir, Carl Rune Larsson (Caprice LP and CD) OCLC 20358824
  - Swedish Radio Symphony Orchestra, Swedish Radio Choir, Eric Ericson Choir, Manfred Honeck (CPO CD) OCLC 873175780, 638445016 i 70702259
  - Swedish Radio Choir, Eric Ericson Chamber Choir, Norrköping Symphony Orchestra, Christian Lindberg (BIS CD) OCLC 1231565131
- Simfonia núm. 13 (1976)[80]
  - BBC Scottish Symphony Orchestra, Alun Francis (CPO CD) OCLC 990787167
  - Norrköping Symphony Orchestra, Christian Lindberg (BIS CD) OCLC 933602262 i 928103709
- Simfonia núm. 14 (1976)[80]
  - Stockholm Philharmonic Orchestra, Sergiu Comissiona (Phono Suecia CD) OCLC 874190019 i 658765036
  - Radio-Symphonie-Orchester Berlin, Johan M. Arnell (CPO CD) OCLC 822857099
  - Norrköping Symphony Orchestra, Christian Lindberg (BIS CD) OCLC 973569405
- Simfonia núm. 15 (1978)[80]
  - Deutsches Symphonie-Orchester Berlin, Peter Ruzicka (CPO CD) OCLC 33168154
  - Norrköping Symphony Orchestra, Leif Segerstam (BIS CD) OCLC 987698874 i 70480579
- Simfonia núm. 16 (1979)[80]
  - Frederick L. Hemke (Alto saxophone), Stockholm Philharmonic Orchestra, Yuri Ahronovitch (Swedish Society Discofil LP and CD) OCLC 45586363
  - John-Edward Kelly (Alto saxophone), Rundfunk-Sinfonieorchester Saarbrücken, Alun Francis (CPO CD) OCLC 1057997291
  - Jörgen Pettersson (Alto saxophone), Norrköping Symphony Orchestra, Christian Lindberg (BIS CD) OCLC 908174896
- Simfonia núm. 17 (1980) (fragment)[80]
  - Norrköping Symphony Orchestra, Christian Lindberg (BIS SACD-2290, 2019) OCLC 1104057068

### Altres obres
- Dues elegies (1934)[81]
  - Martin Gelland (Violí), Lennart Wallin (Piano) (CD BIS)OCLC 872174277
- 6 Songs (1935) (text de Gunnar Björling et al.).[82][38]
  - Margot Rödin (Mezzo-soprano), Arnold Östman (Piano) (LP i CD de la Societat Sueca Discofil)OCLC 20635303
- Andante expresivo (1938)[81]
  - Martin Gelland (Violí), Lennart Wallin (Piano) (CD BIS)OCLC 872174277
- Romança (1942)[81]
  - Martin Gelland (Violí), Lennart Wallin (Piano) (CD BIS)OCLC 872174277
- 24 cançons descalços (Barfotasånger) (1943  –  1945)[82][83]
  - Erik Saedén (baríton), Arnold Östman (piano) (LP i CD de la Societat Sueca Discofil)OCLC 7385656
- Lamento per a piano (1945)[81]
  - Volker Banfield (CD CPO)OCLC 1011487634
  - Lennart Wallin (CD BIS)OCLC 872174277
- Concert núm. 1 per a violí i quartet de corda (1949)[81]
  - Ulf Hoelscher (violí), Mandelring-Quartett (CPO CD)OCLC 725519583
- Concert núm. 1 per a orquestra de corda (1949  –  1950)[80]
  - Musica Vitae, Petter Sundkvist (CD Caprice)OCLC 80593693
  - Nordic Chamber Orchestra, Christian Lindberg (CD BIS)
  - Deutsche Kammerakademie Neuss, Johannes Goritzki (CPO CD)OCLC 638280739 i 32319319
- Set sonates per a dos violins (1951)[81]
  - Duo Gelland (CD BIS)OCLC 872174277 i 45496385
- Concert núm. 2 per a orquestra de corda (1956)[80]
  - Musica Vitae, Petter Sundkvist (CD Caprice)OCLC 80593693 i 32319319
  - Nordic Chamber Orchestra, Christian Lindberg (CD BIS)
  - Deutsche Kammerakademie Neuss, Johannes Goritzki (CPO CD)OCLC 638280739
- Concert núm. 3 per a orquestra de corda (1956  –  1957)[80]
  - Nordic Chamber Orchestra, Christian Lindberg (CD BIS)OCLC 871378168
  - Deutsche Kammerakademie Neuss, Johannes Goritzki (CPO CD)OCLC 638280739 i 32319319
- Moviment simfònic (1973) (encàrrec del canal TV1 de la ràdio sueca per a un assaig cinematogràfic de Boris Engström)[84][80][85][86]
  - Orquestra Simfònica Escocesa de la BBC, Alun Francis (CD CPO)OCLC 610619988
- Vox Humana (1974)[87]
  - Marianne Mellnas (Soprano), Margot Rodin (Alt), Sven-Erik Alexandersson (Tenor), Orquestra Simfònica de la Ràdio Sueca, Cor de la Ràdio Sueca, Stig Westerberg (CD BIS)OCLC 778517932
- Concert núm. 2 per a violí i orquestra (1977  –  1978)[81]
  - Ida Haendel (Violí), Orquestra Simfònica de la Ràdio Sueca, Herbert Blomstedt (LP i CD Caprice)OCLC 20635424
  - Isabelle van Keulen (Violí), Orquestra Simfònica de la Ràdio Sueca, Thomas Dausgaard (CD CPO)OCLC 873599887
  - Ulf Wallin (Violí), Orquestra Simfònica de Norrköping, Christian Lindberg (BIS SACD-2290, 2019)OCLC 1104057068
- Concert per a viola i orquestra (1979  –  1980)[81]
  - Nobuko Imai (Viola), Orquestra Simfònica de Malmö, nl (Lev Markiz) (CD BIS)OCLC 873743666

## Escrits
- Pettersson, Allan «Dissonance—douleur» (en francès). Musique Contemporaine—Revue Internationale [París], 4–6, 1952, pàg. 235–236. OCLC: 702671430.
- Pettersson, Allan. «Dissonance—douleur = Dissonanz—Schmerz». A: Allan Pettersson Jahrbuch (en french, german).  Saarbrücken: Pfau Verlag, 1988, p. 7–13. ISBN 978-3-89727-194-4.
- Pettersson, Allan «Den konstnärliga lögnen» (en swedish). Musiklivet. Sveriges körförbund [Stockholm], 28, 2, 1955, pàg. 26–27. ISSN: 0027-4836.
- Pettersson, Allan «Identification med det oanseliga [Letter to Leif Aare]» (en swedish). Nutida Musik. International Society for Contemporary Music, Svenska sektionen [Stockholm], 12, 2, 1968, pàg. 55–56. ISSN: 1652-6082.
- Pettersson, Allan; Thoor, Alf; Brandel, Åke; Boldemann, Marcus; Wilson, Berit; Håstad, Disa; Carlsson, Ann-Cathrin; Aare, Leif; Åstrand, Hans. «Allan Petterssons Boykott der Stockholmer Philharmoniker 1975». A: Allan Pettersson Jahrbuch (en alemany).  Saarbrücken: Pfau Verlag, 1989b, p. 10–44. ISBN 978-3-89727-195-1.
- Pettersson, Allan. «Randnotizen zur 10. Symphonie [Karolinska Hospital Diary 1970–1971]». A: Allan Pettersson Jahrbuch (en alemany).  Saarbrücken: Pfau Verlag, 1989a, p. 45–48. ISBN 978-3-89727-195-1.

## Documentals
- Berggren, Peter; Höglind, Tommy; Källström, Gunnar (1979). Människans röst [Vox Humana—The Voice of Man] (DVD) (en Swedish, English). Stockholm: BIS 2038 ( (publicat 2013)). OCLC 907810041. «Allan Pettersson, composer. A documentary 1973–1978.»
- Berggren, Peter (1987). Sången om livet [The song of life] (DVD) (en Swedish, English). Stockholm: BIS 2230 ( (publicat 2017)). OCLC 985346501. «Sången om livet. Det förbannade! Det välsignade! Allan Pettersson in conversation 1973–1980 with Sigvard Hammar, Tommy Höglind, Gunnar Källström and Peter Berggren. Swedish Television (SVT).»
- Hammar, Sigvard (1974). Vem fan är Allan Pettersson? [Who the hell is Allan Pettersson?] (DVD) (en Swedish, English). Stockholm: BIS 2110 ( (publicat 2014)). OCLC 899741820. «An interview with the composer. Swedish Television (SVT).»